# Starin Company
Starin Company war ein US-amerikanischer Hersteller von Automobilen.

## Unternehmensgeschichte
Das Unternehmen hatte seinen Sitz in North Tonawanda im US-Bundesstaat New York. 1903 begann die Produktion von Automobilen. Der Markenname lautete Starin. Die Buffalo Times berichtete am 29. März 1903 darüber. Nach eigenen Angaben hatte das Unternehmen zu dem Zeitpunkt schon fünf Jahre Erfahrung im Automobilbau, wobei unklar bleibt, was produziert wurde. 1904 endete die Fahrzeugproduktion.
Als Autohaus war das Unternehmen noch länger aktiv. Nach Februar 1907 verliert sich die Spur des Unternehmens.

## Fahrzeuge
Im Angebot standen zwei Modelle. Beide hatten einen Einzylindermotor, der unter dem Sitz montiert war und über ein Zweigang-Planetengetriebe und eine Kette die Hinterachse antrieb. Ein Motor leistete 6 PS und der andere 8 PS. Das Fahrgestell hatte 183 cm Radstand. Der Aufbau war ein offener Runabout. Der Neupreis betrug je nach Motor 800 US-Dollar bzw. 1000 Dollar.
Die folgenden Gebrauchtfahrzeugangebote sind überliefert:
- im Juli 1905 ein Long Distance von 1903 für 285 Dollar[4]
- im August 1905 ein Tourenwagen mit Motor von Brennan[5]
- im September 1905 ein Motorrad von Merkel für 65 Dollar sowie diverse Runabout und Tourenwagen[6]
- im Oktober 1905 ein Marr[7]
- im März, April und Mai 1906 diverse ab 135 Dollar[8]
- im Dezember 1906, Januar und Mai 1907 diverse ohne Preisangabe[9]
- im Februar 1907 Cadillac, Oldsmobile, Autocar, Thomas, Packard, Winton, Locomobile, Geneva, Peerless und Pierce Great Arrow[10]